# Президентские выборы в Польше (2005)
Президентские выборы в Польше прошли в 2005 году в два тура (9 и 23 октября соответственно). В первом туре выборов приняло участие 12 кандидатов, четверо из которых набрали более 10 % голосов. Во втором туре победу одержал один из лидеров правоконсервативной партии «Право и справедливость» Лех Качиньский. Второе место занял Дональд Туск, лидер центристской партии «Гражданская платформа».

## Предвыборная кампания
14 сентября с выборов снялся Влодзимеж Цимошевич, которому прочили попадание в тройку лидеров на выборах. С выборов также снялись Збигнев Релига и Мацей Гертых. Ещё один кандидат, Даниель Поджицкий, погиб в ходе избирательной кампании в автокатастрофе.

## Результаты
| Кандидат                    | Кандидат                    | Субъект выдвижения                           | Первый тур | Первый тур | Второй тур | Второй тур |
| Кандидат                    | Кандидат                    | Субъект выдвижения                           | Голосов    | %          | Голосов    | %          |
| --------------------------- | --------------------------- | -------------------------------------------- | ---------- | ---------- | ---------- | ---------- |
|                             | Лех Качиньский              | Право и справедливость                       | 4 947 927  | 33,10      | 8 257 468  | 54,04      |
|                             | Дональд Туск                | Гражданская платформа                        | 5 429 666  | 36,33      | 7 022 319  | 45,96      |
|                             | Анджей Леппер               | Самооборона Республики Польша                | 2 259 094  | 15,11      |            |            |
|                             | Марек Боровский             | Социал-демократия Польши                     | 1 544 642  | 10,33      |            |            |
|                             | Ярослав Калиновский         | Польская народная партия                     | 269 316    | 1,80       |            |            |
|                             | Януш Корвин-Микке           | Уния реальной политики                       | 214 116    | 1,43       |            |            |
|                             | Хенрика Бохняж              | Демократическая партия — demokraci.pl        | 188 598    | 1,26       |            |            |
|                             | Ливиуш Илаш                 | Независимый кандидат                         | 31 691     | 0,21       |            |            |
|                             | Станислав Тыминьский        | Всепольская гражданская коалиция             | 23 545     | 0,16       |            |            |
|                             | Лешек Бубель                | Польская национальная партия                 | 18 828     | 0,13       |            |            |
|                             | Ян Пышко                    | Организация польского народа — Польская лига | 10 371     | 0,07       |            |            |
|                             | Адам Сломка                 | Польская конфедерация — Достоинство и работа | 8895       | 0,06       |            |            |
| Действительных бюллетеней   | Действительных бюллетеней   | Действительных бюллетеней                    | 14 946 689 | 99,34      | 15 279 787 | 98,99      |
| Недействительных бюллетеней | Недействительных бюллетеней | Недействительных бюллетеней                  | 99 661     | 0,66       | 155 233    | 1,01       |
| Всего бюллетеней            | Всего бюллетеней            | Всего бюллетеней                             | 15 046 350 | 100,00     | 15 435 020 | 100,00     |
| Явка избирателей            | Явка избирателей            | Явка избирателей                             | 30 260 027 | 49,72      | 30 279 209 | 50,98      |
| Источник: PKW, PKW          |                             |                                              |            |            |            |            |